# Oxalanhydrid
Oxalanhydrid, též anhydrid kyseliny šťavelové, je hypotetická sloučenina se vzorcem C2O3, kterou lze považovat za anhydrid odvozený od kyseliny šťavelové nebo za dvojnásobný keton vzniklý z ethylenoxidu.
K roku 2009 nebyla tato sloučenina pozorována; roku 1998 byla ovšem oznámena příprava dioxantetraketonu, na který lze nahlížet jako na cyklický dimer oxalanhydridu.
Předpokládá se, že jde o reaktivní meziprodukt při tepelném rozkladu některých šťavelanů a také při některých chemiluminiscenčních reakcích oxalylchloridu.